# Melitaea medioduplicata
Melitaea medioduplicata är en fjärilsart som beskrevs av Ruggero Verity 1950. Melitaea medioduplicata ingår i släktet Melitaea och familjen praktfjärilar. Inga underarter finns listade i Catalogue of Life.